# Octave Nicoué Broohm
Pour le joueur français de rugby à XV, voir Alexandre Nicoué.
Octave Nicoué Broohm est un homme politique togolais, ministre de l'Enseignement supérieur et de la Recherche depuis le 31 juillet 2012 au sein du gouvernement de Kwesi Séléagodji Ahoomey-Zunu. Avant ses postes de ministre, il était enseignant au département « philosophie » de l'université de Lomé.

## Décorations
- Officier de l'ordre du Mono[3]